# 安徒生大街

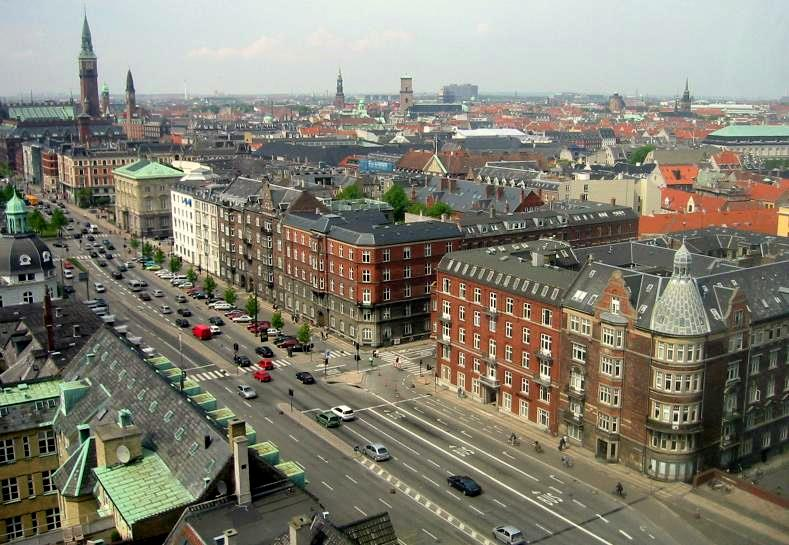
在靠近长桥的丹酒店（Dan Hostel）拍摄的安徒生大街高机位照片

安徒生大街（丹麦语：H. C. Andersens Boulevard，中文又译：安徒生大道）是丹麦首都哥本哈根中心城区的一条主干路，长1.3千米，大致呈西北—东南走向。西北起奥斯特公园，东南至长桥与阿迈厄大道相连，途径市政厅广场。 

## 历史

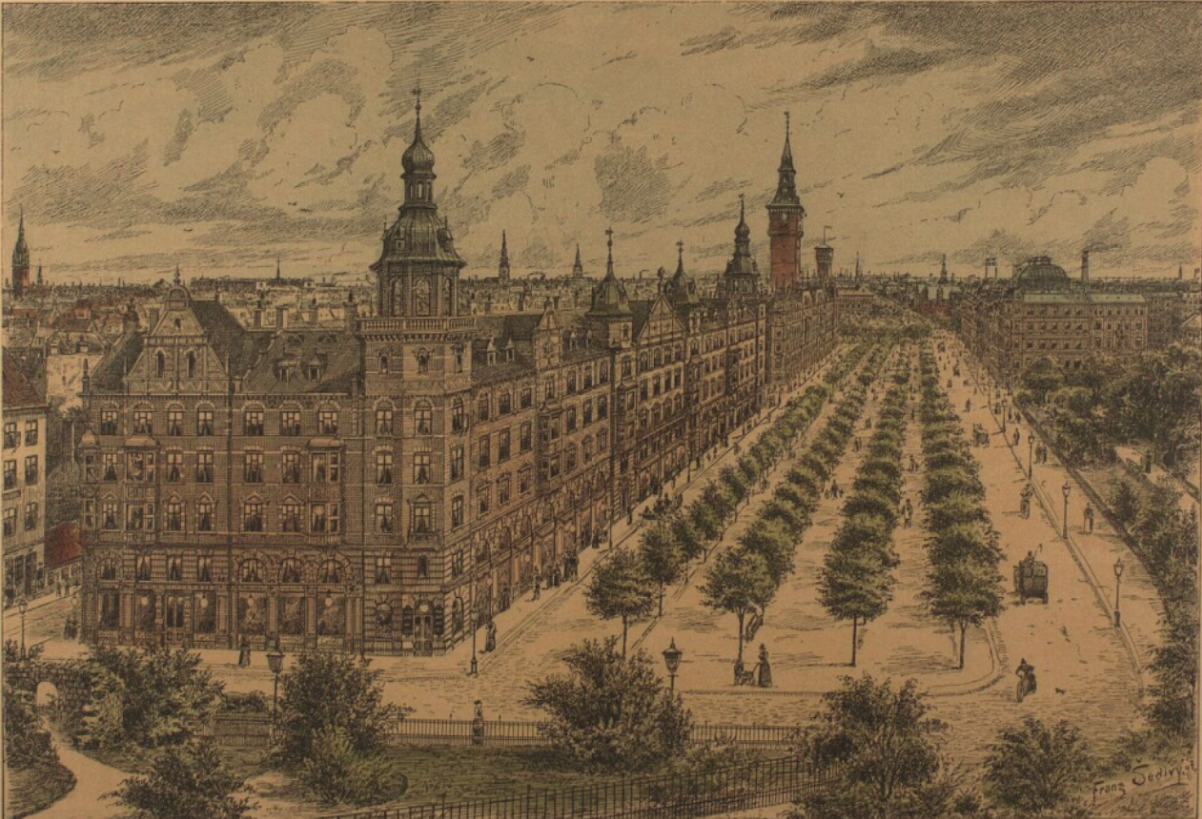
1894年的安徒生大街，摄影：Franz Šedivý

安徒生大街最初的名字为“西大街”（丹麦语：Vestre Boulevard），是19世纪哥本哈根拆除西城墙后，利用原西城墙空间修建而成。西大街早期规划参考了维也纳的戒指路与当时的巴黎大改造工程。 1872年确定为现在的路线。 那时的长桥连通的是狭窄的西城墙街，而不是后来的长桥直通宽阔的西大街（今安徒生大街）。1890年，西大街在路中修建了大面积绿化带兼街心公园，成为了人们休闲娱乐的好去处。1903年，长桥重建，迁至现址并与西大街直通。
二战时期，本街路中大型绿化带中曾建有地堡。二战结束后，私家车爆炸，路中大面积绿化带也因拓宽车行道而惨遭拆毁。1954年，长桥再次重建，形成现在的长桥，此后在长桥—西大街一线形成了一条可以有效分流狭窄的西城墙街的交通压力。1955年，为纪念安徒生150年诞辰，本街改为现名。

## 知名建筑

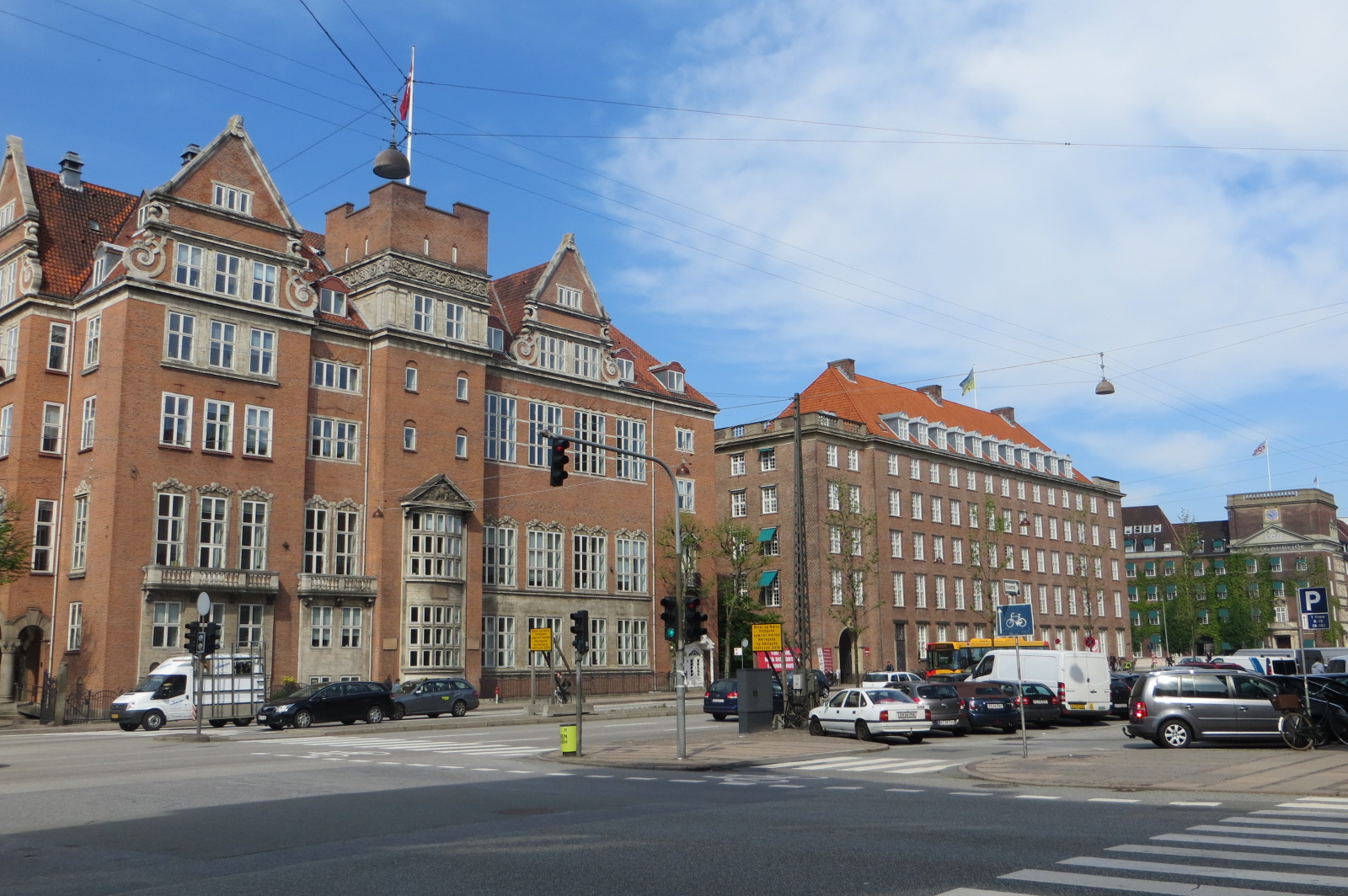
丹麦学生会大楼（左侧建筑）

- 安徒生大街10号建筑：建于1880年，建设之初是女子艺术学校。
- 哥本哈根消防中心：位于安徒生大街23号，建于1898年。
- 安徒生大街35号建筑：现时为丹麦皇家科学院与卡爾斯伯格基金會共同使用。
- 诺比斯酒店：该建筑曾被丹麦皇家音乐学院使用。
- 产业之家（丹麥語：Industriens Hus）

## 外部連結
- Source （页面存档备份，存于）

55°40′29″N 12°34′12″E / 55.6746°N 12.5700°E